# Agnus Deikerk (Aalst)
De Agnus Deikerk is de protestantse kerk van Aalst, gelegen aan Koningin Julianalaan 12.

## Geschiedenis
De Hervormde gemeente werd gesticht in 1648. Ze omvatte Waalre, Aalst, Dommelen en Valkenswaard. Oorspronkelijk kerkte men in genaaste katholieke kerkgebouwen. Einde 18e eeuw moesten deze worden teruggegeven aan de katholieken. Daarmee hadden de protestanten geen eigen kerkgebouw meer. Er waren overigens weinig protestanten in de regio.
In 1809 besloot koning Lodewijk Napoleon dat de protestanten een eigen kerkgebouw zouden krijgen. Dit werd in 1813 ingewijd en bevond zich te Valkenswaard. Pas in het derde decennium van de 20e eeuw nam het aantal protestanten in Aalst en Waalre toe, vanwege de industrialisatie van Eindhoven. Vanaf 1936 vonden er diensten plaats in een woonhuis, en pas in 1957 werd Aalst-Waalre een apart onderdeel van de Valkenswaardse kerkelijke gemeente, Wijk II genaamd. In 1959 kwam er een eigen kerkgebouw, de huidige Agnus Deikerk, die eerst een beroep op hulppredikanten moest doen, doch pas in 1964 een eigen predikant kreeg. Met de Gereformeerden, tot dan toe op Eindhoven aangewezen, was men sinds 1968 in gesprek tot samenwerking, en in 1981 werd deze samenwerking bekrachtigd in het kader van het Samen op Weg-proces. Aldus werd Agnus Dei een Samen-op-Weg gemeente, later een PKN-gemeente.

## Gebouw
Het huidige, uit 1959 stammende, kerkgebouw werd ontworpen door G. Pothoven en H.A. Pothoven. Het is een eenvoudig bakstenen gebouw in traditionalistische stijl, met elementen van de Delftse School. De kerk wordt gedekt door een vlak zadeldak en op de voorgevel bevindt zich een klein bakstenen klokkentorentje. De toegang tot de kerkruimte vindt plaats via een laag bijgebouw dat dwars op de kerk staat.